# Stemonoporus affinis
Espèce
Classification phylogénétique
Statut de conservation UICN

 CR A1c : 
En danger critique
 Stemonoporus affinis  est un arbre sempervirent endémique du Sri Lanka.

## Répartition
Endémique aux forêts persistantes d'altitude de Hunasgiriya au Sri Lanka.

## Préservation
Menacé par la déforestation et l'exploitation forestière, l'espèce n'a pas été revue depuis la fin des années 1990.